# Acotyledones
Acotiledóneas é um termo usado em botânica para denotar a ausência e cotilédones numa planta. O termo é usado em dois contextos distintos, um de natureza descritiva, para qualificar as plantas com flor cujas sementes não apresentam cotilédones, outro de natureza taxonómica, numa classificação há muito considerada obsoleta, para designar uma classe que agrupava as plantas sem flor.

## Plantas acotilédoneas
O termo "acotilédone" é utilizado para designar as plantas com sementes ou espermatófitas cujas sementes não apresentam cotilédones, como as orquídeas e as cuscutas. As sementes de orquídea são minúsculas com embriões subdesenvolvidos. Elas dependem de fungos micorrízicos para sua nutrição inicial, portanto são mico-heterotróficas nessa fase.
Embora alguns autores, especialmente no século XIX e anteriores, tivessem usado o termo «acotiledóneas» (ou «Acotyledon») para incluir plantas que não têm cotilédones porque não têm sementes inteiramente (como os pteridófitos e musgos), autores mais recentes restringem o termo a plantas que têm sementes mas não cotilédones.
As plantas com flor, ou angiospérmicas, dividem-se em dois grandes grupos: (1) as monocotiledóneas com um lóbulo de semente, que é muitas vezes modificado para absorver os nutrientes armazenados na semente, por isso nunca emerge da semente ou se torna fotossintético; e (2) as dicotiledóneas têm dois cotilédones e muitas vezes germinam para produzir dois cotilédones semelhantes a folhas. As coníferas e outras gimnospermas não têm flores, mas podem ter dois ou mais cotilédones na plântula.

## Classe Acotyledones
Acotyledones (acotiledóneas ou acotiledônias) foi  o nome dado por Antoine Laurent de Jussieu (1748-1836) em 1789 para a classe mais baixa de seu "Sistema Natural de Botânica", englobando  plantas sem flores, como samambaias, licopódios, cavalinhas, musgos, hepáticas, algas marinhas, líquens e fungos. O nome  é derivado da falta de uma semente-folha ou cotilédone. As plantas floríferas ostentam uma semente contendo  um embrião, geralmente com um ou dois cotilédones; enquanto as plantas não floríferas não apresentam nenhuma semente e conseqüentemente nenhuma cotilédone verdadeira. O termo é sinônimo de Criptógamas, nome que passou a ser utilizado em classificações posteriores.
Na classificação taxonômica de Jussieu a classe Acotyledones, onde inclui as criptogâmicas e incorretamente algumas monocotiledóneas, está dividida em 6 ordens:
- Fungi
- Algae
- Hepaticae
- Musci
- Filices
- Naiades.